# Torenzicht
Torenzicht was een landhuis uit begin zeventiende eeuw in Poeldijk, Nederland, dat werd afgebroken in 1912. De plotselinge afbraak leidde tot veel verontwaardiging vanwege de grote architectonische en monumentale waarde die het gebouw had en omdat er geen vergunning voor de sloop was afgevraagd.

## Geschiedenis
Op de locatie waar het landhuis zou verrijzen, tussen de Gantel en het beginstuk van de Wateringseweg vanuit Poeldijk bezien, stonden in 1583, blijkens een kaart van Potter, twee langwerpige gebouwen met twee hooibergen. Een van die huizen werd al in 1392 genoemd in een koopakte. De boerderij of hofstede werd in 1600 gekocht door de Haagse zijdelakenkoper Jan van Buyren. Het was zijn zoon Hendrick die nog voor 1612 een landhuis tegen de oude boerderij liet bouwen. Het werd gebouwd in de stijl van de Hollandse renaissance en kreeg een veertien meter hoge toren die te beklimmen was en waarvandaan bezoekers vanaf een plat dak, uitzicht hadden over de omgeving. Het was gebouw uit bakstenen opgetrokken met horizontale banden of spekstenen. Het hoofdgebouw had meerdere trapgevels waarin diverse versieringen waren aangebracht. Het hoofdgebouw werd tussen 1612 en 1620 uitgebreid aan de kant van de oude boerderij dat daarvoor deels afgebroken werd.
Naast de boerderij had de familie meerdere landerijen opgekocht zodat het grondgebied in 1639 ongeveer 50 morgen besloeg. Dat jaar verhuurde de weduwe Van Buyren de landerijen, terwijl zij zelf in het landhuis bleef wonen. In 1720 werd het complex en landhuis gekocht door Cornelis Pietersz. van der Valck die er een modeltuinbouwbedrijf van maakte. Vanaf dat moment komt voor het eerst de naam Torenzicht in de bronnen voor.
Dat het landhuis ooit van landsadvocaat Johan van Oldenbarnevelt is geweest is een mythe, aangezien hij het nooit bezat, er nooit heeft gewoond en het nooit heeft laten gebouwen.

## Afbraak
Begin twintigste eeuw stond Torenzicht leeg en was het bouwvallig geworden. Echter was het nog steeds een imponerend gebouw waarvan erkend werd dat het grote architectonische en monumentale waarde had. Torenzicht, dat toen nog in geheel originele staat was, kreeg veel bekendheid na het verschijnen in het blad "Afbeeldingen van Oude Gebouwen". Bezorgd over de verwaarlozing werd in 1904 foto's gemaakt en werd het gebouw opgemeten om de staat in beeld te krijgen. Hiermee wilde men instanties overtuigen om het gebouw te restaureren. Monumentenzorg, dat in oprichting was, had zelfs plannen om het pand op te knappen, maar kon geen overeenkomst sluiten met de eigenaren. Het pand wisselde tussen 1900 en 1912 verschillende keren van eigenaar en in 1912 kwam het in handen van Pieter Enthoven van de aangrenzende kwekerij. Hij liet het oude gebouw drie dagen na het sluiten van de koopovereenkomst afbreken om het bij zijn kwekerij te voegen. De sloop was illegaal omdat er geen sloopvergunning was verleend en het leidde tot veel ontzetting. Tegen Pieter Enthoven werd een proces-verbaal gemaakt en in de Tweede Kamer leidde het zelfs tot kamervragen. Uiteindelijk zorgde het voor de versnelde oprichting van de Rijksdienst voor de Monumentenzorg zodat monumenten wettelijk beschermd konden worden.

## Opgraving
In 1988 werd een opgraving uitgevoerd omdat ter plekke nieuwbouw zou plaatsvinden waarbij resten verloren zouden gaan. Tijdens het onderzoek zijn restanten uit de vijftiende eeuw gevonden van beide middeleeuwse boerderijen, zoals resten van een haardplaats, stal en een zijmuur. Ook zijn diverse resten gevonden van het landhuis, zoals funderingen en aardewerk.

## Galerij

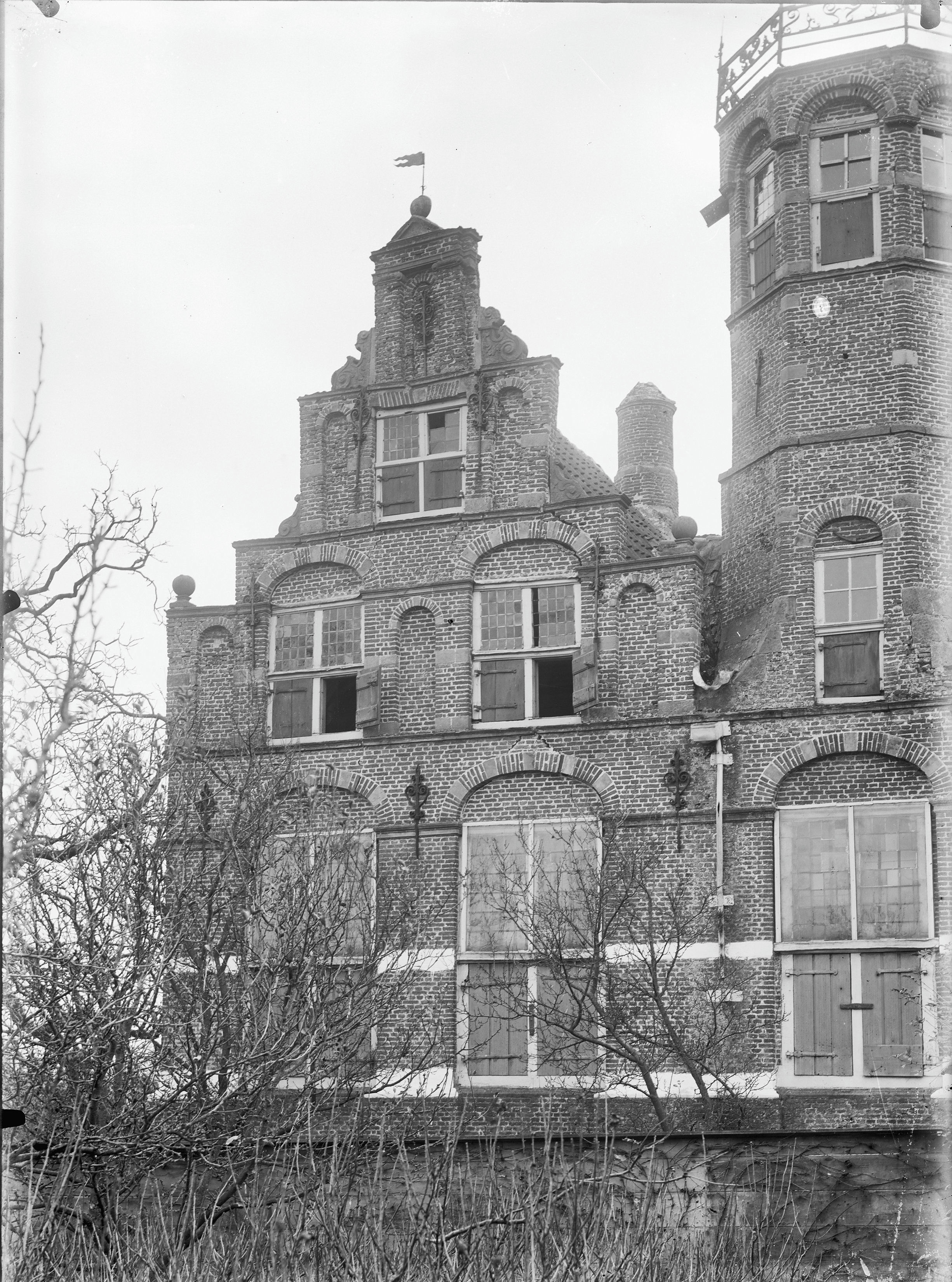
Voorgevel met de toren, in 1904
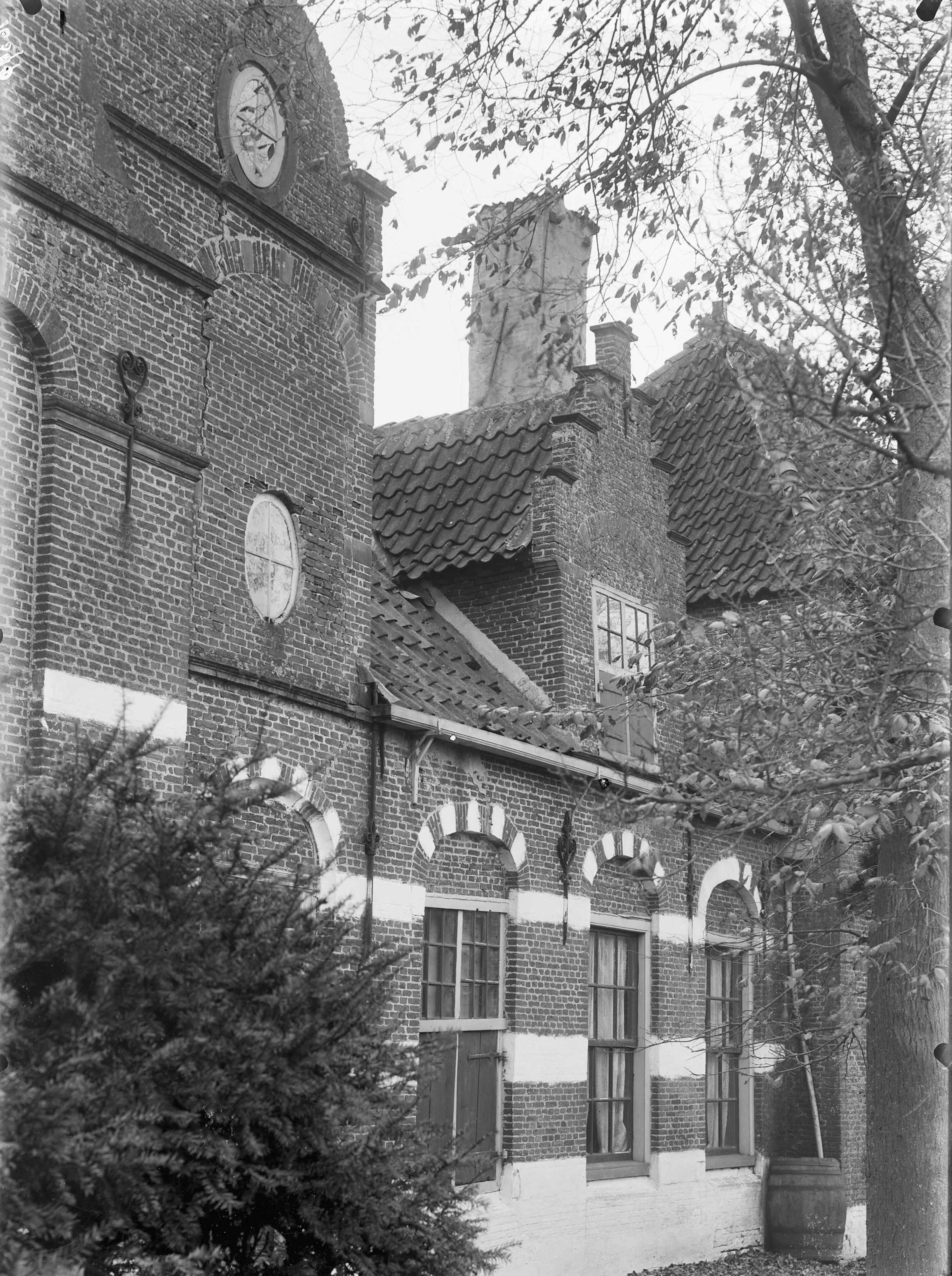
Zijgevel met erachter de oude boerderij, in 1904
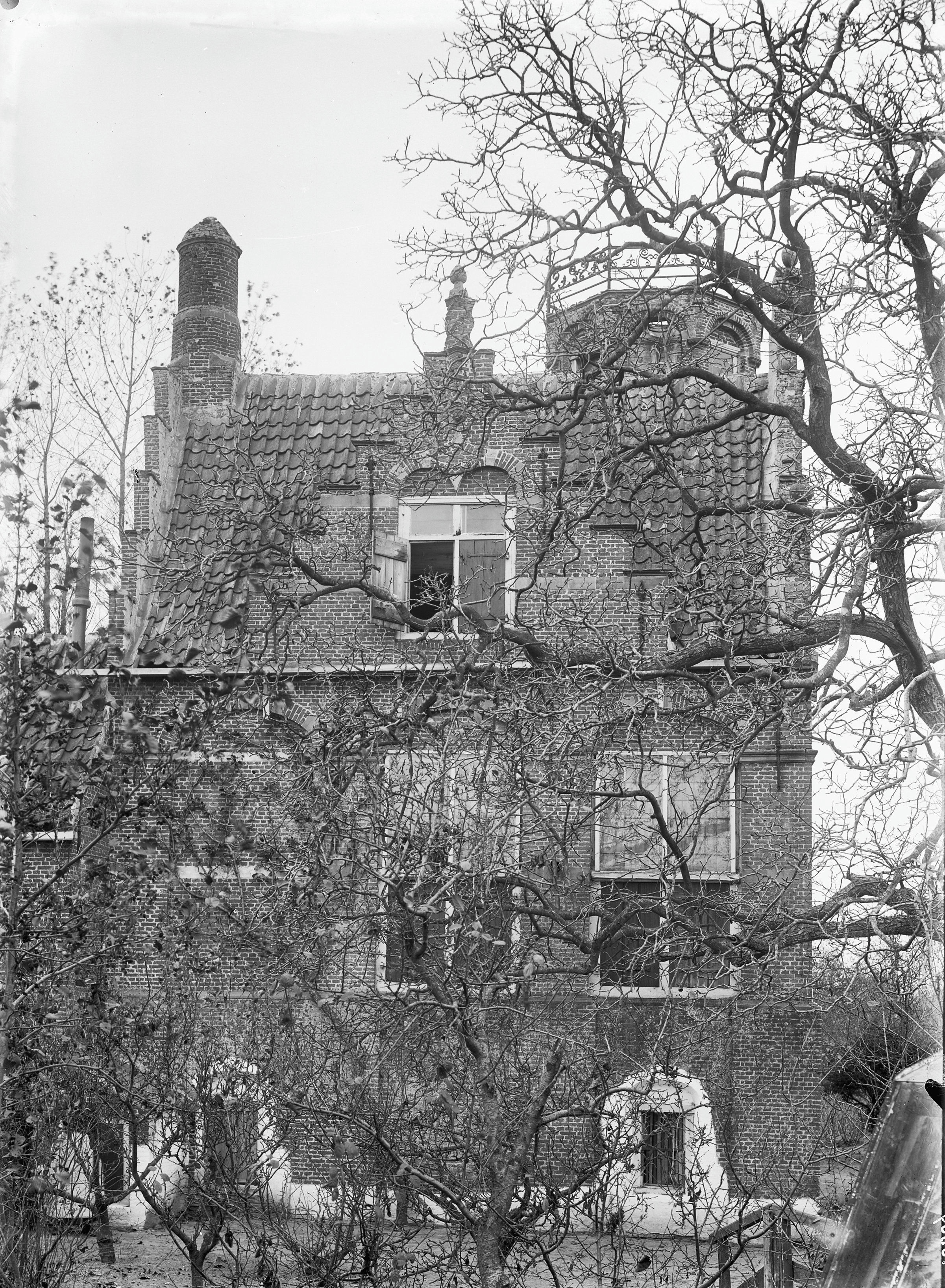
Zijgevel van het hoofdgebouw, in 1904
Schets van het jachtslot Poeldijk, door August Allebé, in ca. 1860

## Trivia
- Het voormalige Torenzicht in Poeldijk is niet gelijk maar toont veel overeenkomsten met villa Torensigt in Ubbergen.
- Het tuinderhuis dat op hetzelfde perceel werd gebouwd in 1914, Wateringseweg 1, Poeldijk, en dat tevens gemeentelijk monument is kreeg de naam 'Torenzicht'